# Oratori de Sant Céneré
L'ermita de sant Céneré, dedicado a la Sant Céneré de Spoleto, està situada en Saulges, Mayenne, França. Va ser eregida al segle vii i restaurada als segles xix i xx.

## Descripció
És un petit oratori, d'una sola nau, a la qual s'accedeix per dues escales adossades al turó; la nau que prolonga la capella està coberta per una terrassa. L'interior de la capella està decorat amb un quadre atribuït a Adeline Neveu, que representa sant Céneré curant cecs i paralítics; quatre vitralls de final del segle xix provenen del desmantellament de la capella del Plessis i representen el Sagrat Cor, la Mare de Déu, Sant Josep i Sant Alexandre. Són fets pel taller Carmel de Le Mans.
A la cova de sota, l'estàtua de Sant Cénéré del segle xviii de fusta policromada, restaurada l'any 2005, domina la font descrita per Grosse Dupéron. Aquest corrent continu d'aigua ha donat a sant Cèneré el sobrenom de «sant que pixa».

## Galeria

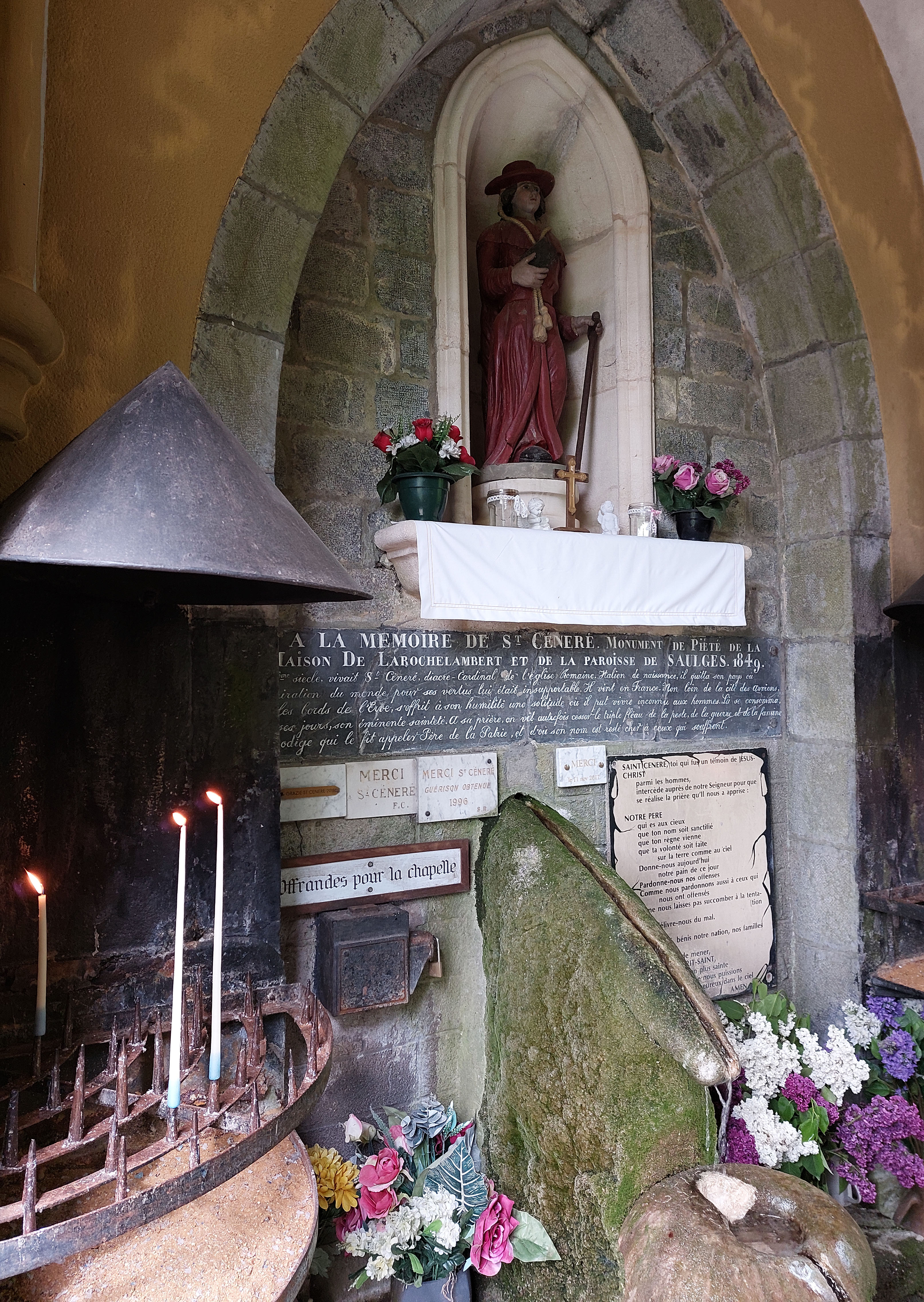
La font con la estatua del sant
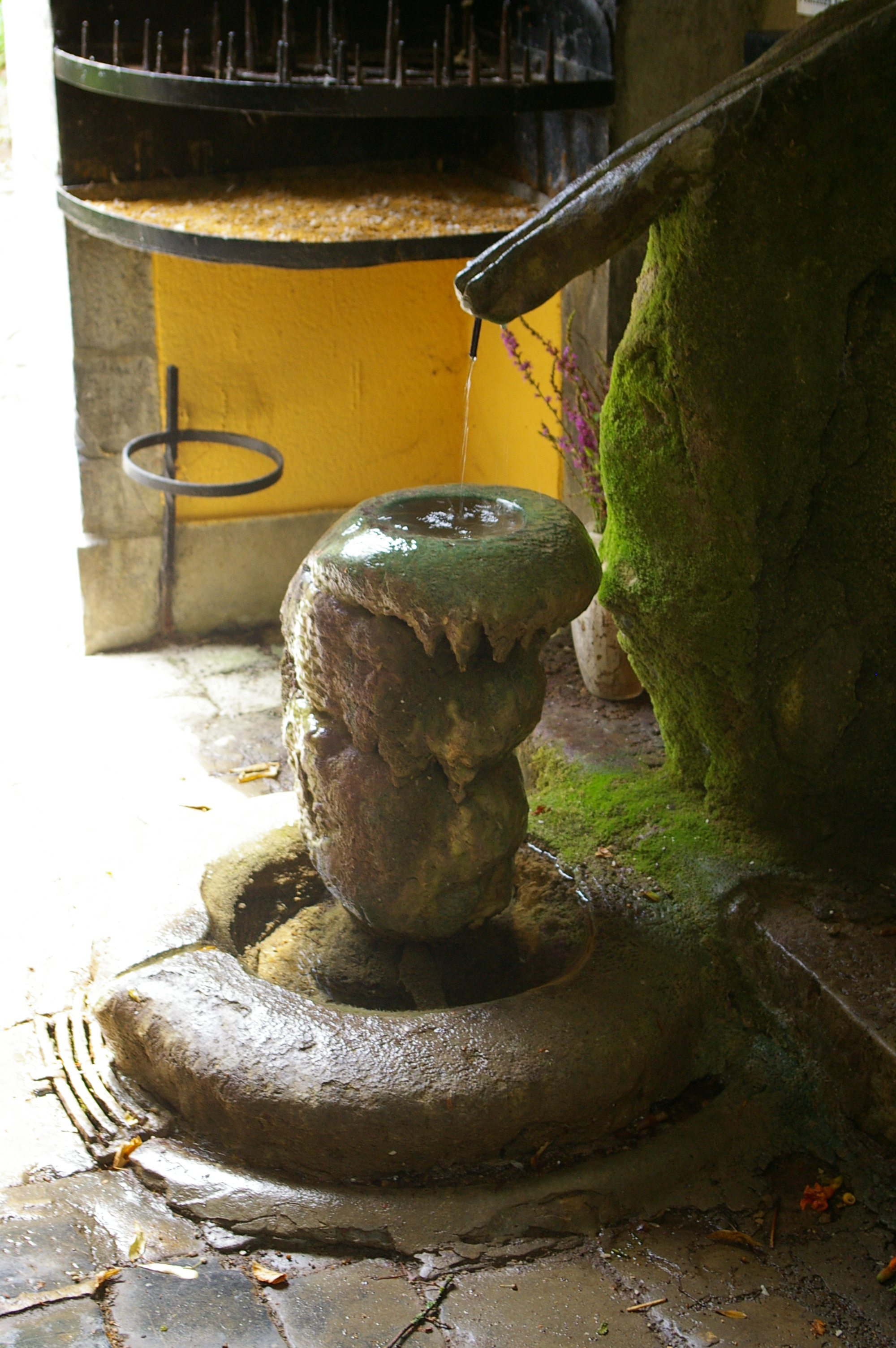
Otro lado de la font